# John Woods (lógico)
John Hayden Woods (Barrie, 16 de março de 1937 – 15 de agosto de 2024) foi um lógico e filósofo canadense. 

## Carreira
Ocupava o cargo de diretor do Abductive Systems Group na Universidade de British Columbia (UBC) e foi professor Honorário de Lógica da UBC. Ele também foi afiliado com o grupo sobre Logica, Informação e Computação do Departamento de Informática do King's College London, onde ocupou a Charles S. Peirce Visiting Professorship in Logic desde 2001.
Woods foi um membro da Royal Society of Canada, membro permanente da Association of Fellows of the Netherlands Institute for Advanced Study, e President Emeritus da University of Lethbridge.  
A formação de Woods inclui um B.A. e Masters em Filosofia pela Universidade de Toronto, e um Ph.D. 1965 em Filosofia pela Universidade de Michigan, onde foi seu orientador Arthur Burks.
Juntamente com Douglas Walton, Woods foi o autor de vários livros e artigos sobre falácias. De acordo com Frans H. van Eemeren, que chama a este corpo de trabalho de abordagem Woods- Walton, esta é "a contribuição pós-Hamblin mais contínua e extensiva para o estudo de falácias".
Um livro homenageando e discutindo o trabalho Woods foi publicado em 2005 pela University of Toronto Press. O livro inclui respostas de Woods para os vários documentos contidos no livro e um perfil de Woods na forma de uma introdução escrita por Kent Peacock e Andrew Irvine.

## Publicações
- (1974) Proof and Truth. Toronto: Peter Martin Associates
- (1974) The Logic of Fiction: A Philosophical Sounding of Deviant Logic. The Hague and Paris: Mouton and Co. Uma segunda edição foi publicada em 2009 por College Publications, ISBN 1-904987-99-0
- (1978) Engineered Death: Abortion, Suicide, Euthanasia, Senecide. Ottawa: The University of Ottawa Press/Editions de l’Université d’Ottawa. ISBN 0-7766-1020-1
- (1982) Argument: The Logic of the Fallacies. Toronto e Nova York: McGraw-Hill (com Douglas Walton) ISBN 0-07-548026-3
- (1989) Fallacies: Selected Papers, 1972-82. Dordrecht and Providence: Foris (com Douglas Walton). Uma seleção foi traduzida para o francês e publicada com uma nova introdução em 1992 como Critique de l’Argumentation: Logiques des sophismes ordinaires, xii, 233, Paris: Éditions Kimé
- (2000) Argument: Critical Thinking Logic and The Fallacies. Toronto: Prentice-Hall (com Andrew Irvine and Douglas Walton). A 2nd edition was published in 2004: ISBN 0-13-039938-8
- (2001) Aristotle’s Earlier Logic. Oxford: Hermes Science Publications. ISBN 1-903398-20-7 (segunda edição revisada London: College Publications, 2014)
- (2003) Paradox and Paraconsistency: Conflict Resolution in the Abstract Sciences. Cambridge: Cambridge University Press. ISBN 0-521-00934-0
- (2003) Agenda Relevance: An Essay in Formal Pragmatics. Volume 1 of A Practical Logic of Cognitive Systems, Amsterdam: North Holland (com Dov M. Gabbay) ISBN 0-444-51385-X
- (2004) The Death of Argument: Fallacies in Agent-Based Reasoning. Dordrecht e Boston: Kluwer. ISBN 1-4020-2663-3
- (2005) The Reach of Abduction: Insight and Trial. Volume 2 of A Practical Logic of Cognitive Systems, Amsterdam: North Holland (com Dov M. Gabbay) ISBN 0-444-51791-X